# サンタ・エスメラルダ
サンタ・エスメラルダ（Santa Esmeralda）は、1977年に「悲しき願い」の大ヒットを放ったアメリカ・フランス混成のディスコ・グループ。

## キャリア
リロイ・ゴメスは、マサチューセッツ州ワーハムでカーボベルデ系の家庭に生まれた。
歌とサックスを学び、14歳の時に自身のバンドを結成。後に同じカーボベルデのルーツを持つ兄弟グループである「タヴァレス」に参加して北米、ヨーロッパをツアーする。
1973年、ゴメスはパリに滞在していたとき、エルトン・ジョンの『黄昏のレンガ路』にサックスで参加。これをきっかけにスタジオ・ミュージシャンとしての仕事を得て、タヴァレスを脱退し、ヨーロッパで活動することを決める。
そこで彼は、新しいアーティストの作品を世に出すために自らのレーベルを設立した作曲家チーム、ニコラス・スコースキー (Nicolas Skorsky) とジーン・マヌエル・デ・スカラノ (Jean Manuel de Scarano)に出会う。
サンタ・エスメラルダは、彼ら3人のコラボレーションによって誕生した。
1977年、ゴメスをリード・ボーカルに据え、1964年のアニマルズのヒット曲「悲しき願い」をタイトル・ナンバーに据えたデビュー・アルバムが、フランスの独立レーベルFauves Pumaからリリースされた。
エスメラルダ・バージョンの「悲しき願い」は、フラメンコ・スタイルのガット・ギター、エレキギター、ホーン・セクションがディスコ・ビートの上で絡み合う斬新なもので、ヨーロッパでの大ヒットにより、アルバムはディスコ・ミュージックで実績のあるカサブランカ・レコードの全世界配給契約にこぎつけ、最終的にゴールドディスクを獲得した。
シングルカットされた「悲しき願い」のB面は、ラブ・バラードの「You're My Everything」で、チャートインしなかったにもかかわらず、ラジオに多数のリクエストが寄せられた。また、同じくアニマルズのカバー曲「朝日のあたる家」もディスコチャートのトップ20にラインクインさせた。
ダンサーを含んだグループが編成され、ワールド・ツアーが開始された（ダンサーのひとりであるテキーラは、いくつかのアルバムとシングルのジャケットに登場し、最終的にゴメスの妻になった)。
1978年、映画『イッツ・フライデー』(Thank God It's Friday) のサウンドトラックのために「セヴィリア・ナイツ (Sevilla Nights)」をレコーディングした。サウンドトラックはヒットし、その年にはポップ・アルバム・チャートに3枚のアルバムを送り込んだ（『悲しき願い』(25位)、『朝日のあたる家』(41位)）。
1979年に「ビューティ」でマイナーなクラブ・ヒットを放ち、「Another Cha-Cha/Cha-Cha Suite」で久しぶりにディスコ・トップ20にチャートインした (16位) 。
しかし、さして注目されなかった2、3枚のアルバムをリリースした後、カサブランカ・レコードの倒産とディスコ・ブームが去ったことにより、グループは解散した。
2002年、ゴメスはグループを再編成し、ニュー・アルバム『Lay Down My Love』をリリース、ツアーを開始した。
2004年には、ディスコ時代のヒット曲を再レコーディングした『The Greatest Hits』をリリースした。
クエンティン・タランティーノ監督の映画『キル・ビル』のサウンドトラックに「悲しき願い」のロング・バージョンが収録され、再び注目を浴びた。

## ディスコグラフィ

### スタジオ・アルバム
- 『悲しき願い』 - Don't Let Me Be Misunderstood (1977年、Philips/ Casablanca)
- 『朝日のあたる家』 - The House of the Rising Sun (1978年、Philips/ Casablanca)
- 『ジプシー・ファンタジア』 - Beauty (1978年、Philips/ Casablanca)
- Another Cha-Cha (1979年、Philips/ Casablanca)
- Don't Be Shy Tonight (1980年、Casablanca/ WEA)
- Hush (1981年、Casablanca/ Fauves Puma)
- Green Esmeralda (1982年、Polydor)
- 『朝日のあたる家'86』 - Don't Let Me Be Misunderstood (1986年、Carrere)
- Don't Let Me Be Misunderstood (2000年、Ariola Express)
- Lay Down My Love (2002年、Just Watch)
- The Greatest Hits (2004年Empire Musicwerks) ※再録音
- Don't Let Me Be Misunderstood (2005年、Pazzazz) ※再録音